# Rinsdorf
Rinsdorf ist ein Ortsteil der Gemeinde Wilnsdorf im Kreis Siegen-Wittgenstein in Nordrhein-Westfalen.

## Geographie
Rinsdorf liegt im Siegerland in einer sehr waldreichen Region unweit des Rothaargebirges. Um den Ort ziehen sich Bergrücken bis 400 m ü. NN Höhe, die höchste Erhebung in der Nähe ist die Große Rausche mit 437 m ü. NN. Durch den Ort fließt der Heckenbach, der in Wilnsdorf entspringt. Die Gemarkung Rinsdorf hat eine Fläche von 4,12 km², von denen 2,7 km² aus Wald bestehen, 1,2 km² als Wirtschaftsflächen dienen und nur ca. 0,25 km² Gebäude- und Freifläche sind.

### Nachbarorte
Nachbarorte von Rinsdorf sind Obersdorf im Norden, Oberdielfen im Nordosten, Wilnsdorf im Osten, Wilden im Südosten und Süden, Salchendorf im Südwesten und Eisern im Nordwesten.

## Geschichte

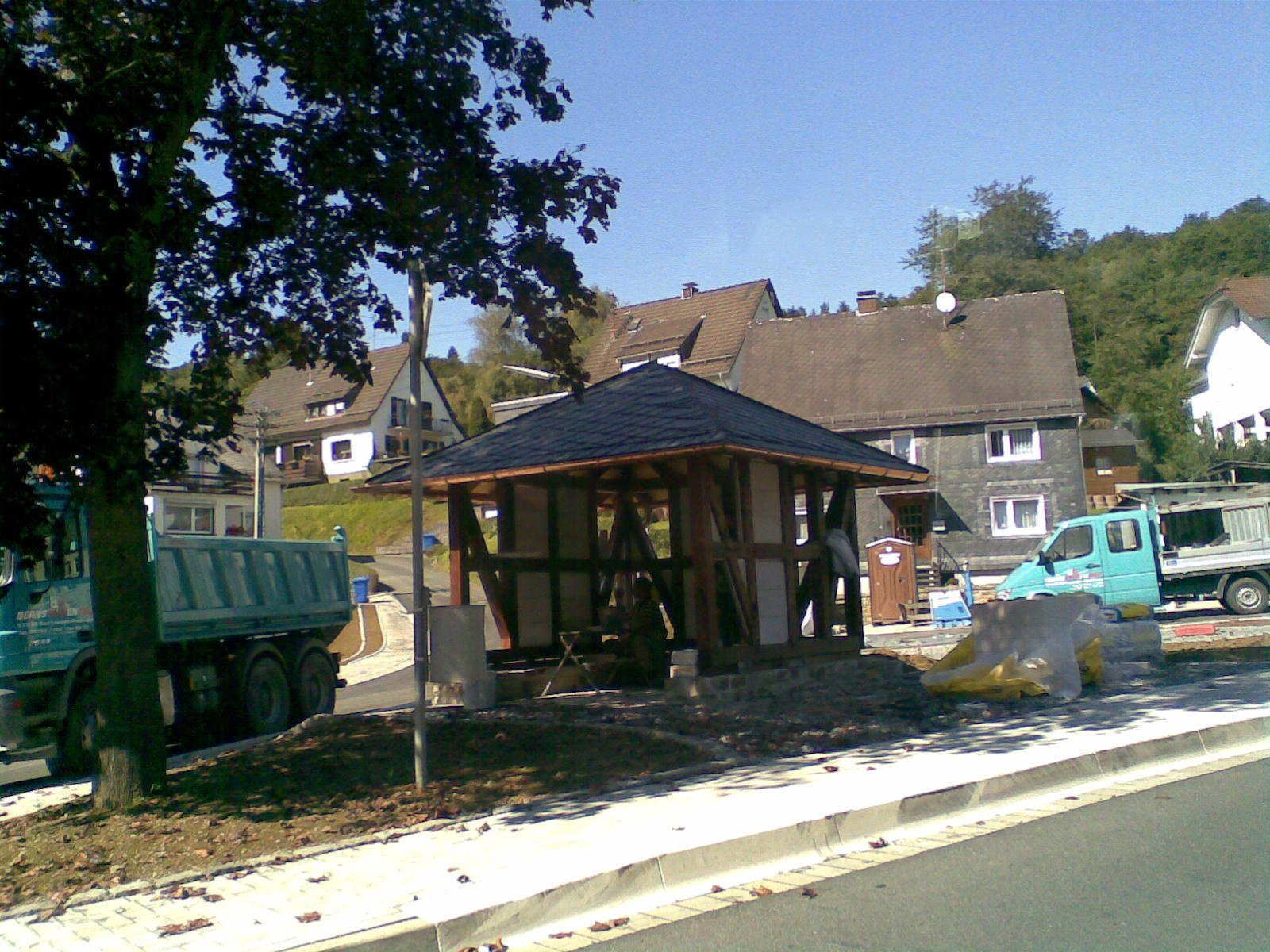
Baustelle des Dorfplatzes in Rinsdorf

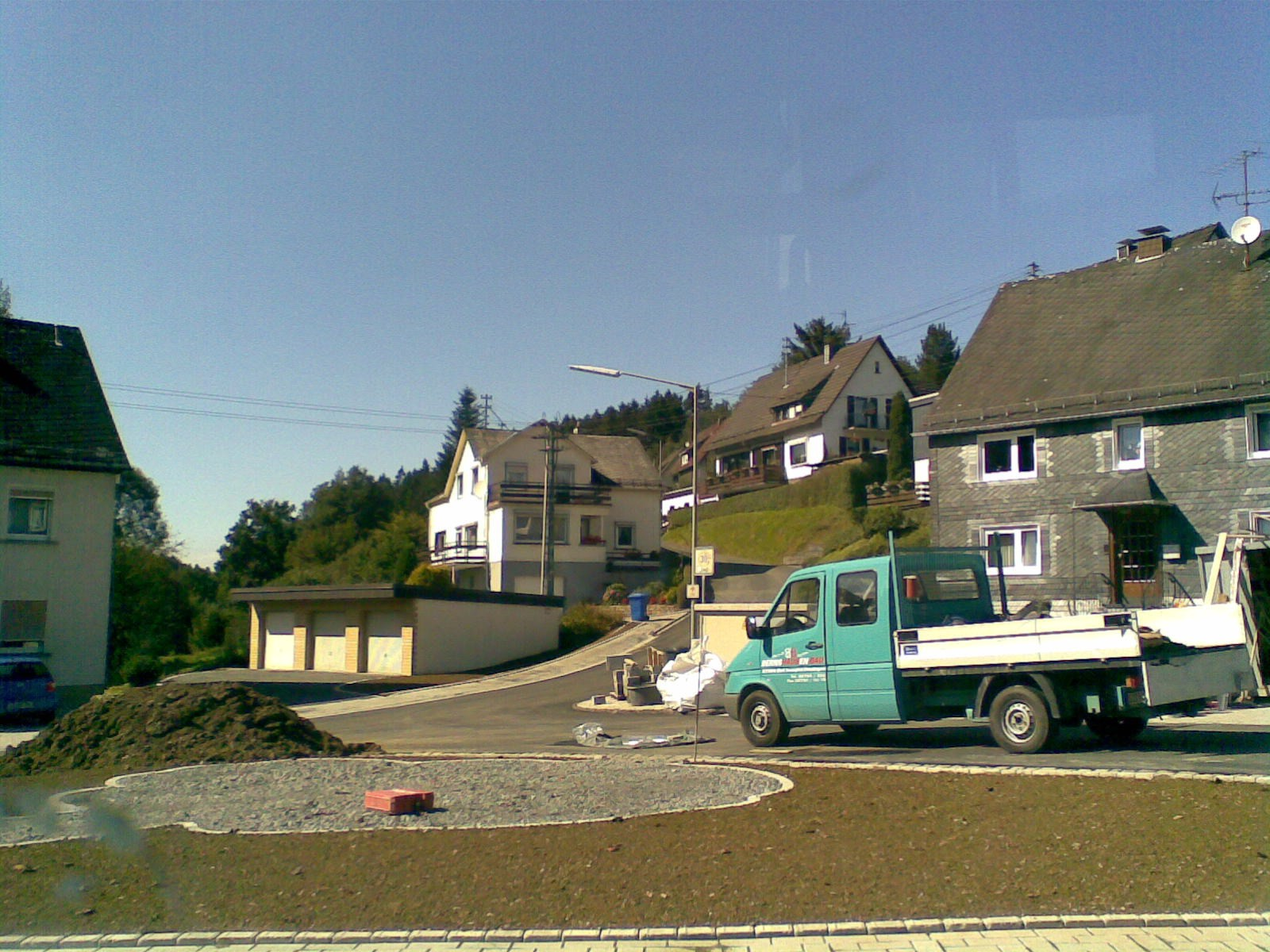
Baustelle des Dorfplatzes in Rinsdorf

1344 wurde Rinsdorf erstmals urkundlich erwähnt. 
Im Jahr 1563 hatte das Dorf 22 Häuser, 139 Einwohner, 133 Rinder, 172 Schafe und 10 Pferde.
Bei einem Großbrand wurden 1605 fünf Häuser und vier Scheunen zerstört. 1796 kauften die Rinsdorfer eine Feuerspritze, die heute noch existiert, erst 1932 wurde die Freiwillige Feuerwehr gegründet.
1710 muss  bereits Schulunterricht in Rinsdorf erteilt worden sein, denn in diesem Jahr beklagte man sich in Siegen, dass "die Eingeseßenen zu Rimbstorff sich Halßstarriglich waigern", den angesetzten Schulmeister zu akzeptieren. Im  Brandsteuerkataster aus dem Jahr 1775 wird in Rinsorf eine "Schuhl und Capell" erwähnt; sie seien an einander gebaut und halb mit Stroh und halb mit Schiefer gedeckt. 1791 wurde eine Kapellenschule im Ort gebaut. Diese wurde 1884 durch eine neue Schule abgelöst und beherbergt seit 1971 die Heimatstube. 1967 wurde die letzte Schule im Ort gebaut. Die Grundschule wird jedoch nicht mehr als solche genutzt. Schon 1982 folgte der Umbau zum Bürgerhaus und Feuerwehrhaus.
Die 1884 gebaute Schule wurde 1976 abgerissen. Ein Jahr später wurde auf diesem Grundstück ein evangelisches Gemeindezentrum errichtet. 1980 wurde das evangelische Vereinshaus umgebaut. Die Übergabe des neu erbauten Kindergartens erfolgte 1985.
1816 wurde Rinsdorf preußisch. 1902 wurden die ersten Wasserleitungen gebaut, 1911 folgte der elektrische Strom. Die Hauptstraße durch den Ort wurde im Jahre 1859 gebaut, ein weiterer Ausbau erfolgte 1968.
1913 wurde „auf der Holler“ eine Kaiserlinde zum Gedenken an das 25. Regierungsjubiläum Wilhelms II. gepflanzt.
Seit 1807 gehörte Rinsdorf der Bürgermeisterei bzw. dem Amt Wilnsdorf an, am 1. Januar 1969 wurde dieses im Zuge der kommunalen Neugliederung aufgelöst und der Ort in die neue Großgemeinde Wilnsdorf eingegliedert.
Seit 1969 wurde Rinsdorf mehrmals Sieger im Wettbewerb Unser Dorf soll schöner werden:
| Jahr             | 1969    | 1971    | 1973    | 1986    | 1987      |
| ---------------- | ------- | ------- | ------- | ------- | --------- |
| Kreiswettbewerb  | Platz 1 | Platz 1 | Platz 1 | Platz 2 |           |
| Landeswettbewerb | Platz 3 | Platz 2 | Platz 3 |         | Teilnahme |

1979 wurde die neu gebaute Kläranlage zwischen Rinsdorf und Eisern in Betrieb genommen.
In den Jahren 2006 und 2007 wurde die alte Hauptstraße durch den Ort von Grund auf saniert. Eine renovierte Brücke über den Heckenbach, eine Straßenverbreiterung, eine neue Fußgängerampel sowie eine Sanierung des Dorfplatzes in Ortsmitte standen auf der Liste. 2009 und 2010 wurde die Verbindungsstraße nach Eisern saniert. Die Bäume am Straßenrand zum Tal hin wurden gefällt und die Straße verbreitert sowie die Hangseite mit Betonwänden gestützt. Ein Radweg wurde gebaut.

### Einwohnerzahlen
Einwohnerzahlen des Ortes:
| Jahr | Einwohner |
| ---- | --------- |
| 1773 | 155       |
| 1818 | 204       |
| 1885 | 325       |
| 1895 | 357       |
| 1905 | 411       |
| 1910 | 428       |
| 1925 | 502       |
| 1933 | 543       |

| Jahr | Einwohner |
| ---- | --------- |
| 1939 | 550       |
| 1950 | 680       |
| 1961 | 673       |
| 1965 | 832       |
| 1967 | 907       |
| 1969 | 942       |
| 1991 | 1022      |
| 1994 | 1053      |

| Jahr | Einwohner |
| ---- | --------- |
| 2005 | 1015      |
| 2006 | 1010      |
| 2007 | 987       |
| 2008 | 986       |
| 2009 | 996       |
| 2010 | 969       |
| 2011 | 937       |
| 2012 | 934       |

| Jahr | Einwohner |
| ---- | --------- |
| 2013 | 946       |
| 2014 | 943       |
| 2015 | 961       |
| 2016 | 982       |

Anmerkungen: Zahlen 1969 / ab 1994 jeweils am 31. Dezember; 1991 am 31. März.

### Gebäude
| Jahr    | 1461 | 1782 | 1900 | 1973 |
| ------- | ---- | ---- | ---- | ---- |
| Gebäude | 19   | 26   | 68   | 201  |

## Infrastruktur und Verkehrsanbindung
Rinsdorf liegt an der Landstraße 907, die von Wilnsdorf nach Eisern führt. Über Eisern ist der Ort an die Bundesautobahn 45 angebunden, deren Talbrücke Rälsbach (Baubeginn: 12. Februar 1965) sich nördlich der Ortschaft befindet.
Industrie gibt es in der Rinsdorfer Gemarkung in Richtung Wilnsdorf. Das Industriegebiet Lehnscheid ist das größte der Gemeinde Wilnsdorf und liegt teilweise in Wilnsdorfer und teils in Rinsdorfer Gemarkung.
Rinsdorf verfügt über keine eigene Grundschule, die Kinder gehen nach Wilnsdorf. Ein eigener Sportplatz, eine Turnhalle und ein Bolzplatz stehen zur Verfügung.

## Sehenswürdigkeiten
Die Heimatstube ist seit 1971 in der ehemaligen Kapellenschule. Diese wurde 1790/1791 erbaut. Dort werden Zeugnisse und Werkzeuge aus der Bergbaugeschichte und der Siegerländer Handwerkskunst ausgestellt. Zudem gibt es ein originalgetreu eingerichtetes Schulzimmer aus dem 19. Jahrhundert. Vor dem Gebäude befinden sich zwei Grubenwagen. Im Anbau sind zahlreiche landwirtschaftliche Geräte zu sehen. Die Heimatstube wird vom 1969 gegründeten Heimatverein unterhalten.

## Belege
1. ↑  Bevölkerung und Flächen / Wilnsdorf. Abgerufen am 13. September 2023.
2. ↑  Landesarchiv NRW, Abteilung Westfalen, E 401 / Fürstentum Siegen, Landesarchiv / Akten,  Nr. 721, Seite 1 (recto), siehe hier.
3. ↑  Landesarchiv NRW, Abteilung Westfalen, E 401 / Fürstentum Siegen, Landesarchiv / Akten,  Nr. 1656, Seite 4 (recto), siehe hier.
4. ↑  Landesarchiv NRW, Abteilung Westfalen, E 404 / Fürstentum Siegen, Oranien-Nassauische Behörden, Siegener Behörden,  Nr. 0 - II B 51, Seite 56 (recto), siehe hier.
5. ↑  Martin Bünermann: Die Gemeinden des ersten Neugliederungsprogramms in Nordrhein-Westfalen. Deutscher Gemeindeverlag, Köln 1970, S. 72.
6. ↑  Otto Schaefer: Der Kreis Siegen. Siegen 1968.
7. ↑  Franz Dango: Wilnsdorf – Geschichte und Landschaft. Verlag Vorländer, Siegen 1955.
8. ↑  Gemeindelexikon für die Provinz Westfalen. Verlag des Königlich Statistischen Bureaus, Berlin 1887, ZDB-ID 1458761-0, S. 112/113.
9. ↑  Gemeindelexikon für die Provinz Westfalen. Verlag des Königlich Statistischen Bureaus, Berlin 1897, S. 114/115.
10. ↑  gemeindeverzeichnis.de: Landkreis Siegen
11. ↑  genealogy.net: Amt Wilnsdorf
12. 1 2  Michael Rademacher: Stadt und Landkreis Siegen. Online-Material zur Dissertation, Osnabrück 2006. In: eirenicon.com.
13. ↑  Martin Bünermann, Heinz Köstering: Die Gemeinden und Kreise nach der kommunalen Gebietsreform in Nordrhein-Westfalen. Deutscher Gemeindeverlag, Köln 1975, ISBN 3-555-30092-X, S. 241.
14. ↑  Volkhard Wrage: Erfolg der Territorialreform. Auswirkungen der territorialen Neugliederung der Gemeinden in ausgewählten Kreisen Nordrhein-Westfalens (= Schriftenreihe der Hochschule Speyer. Bd. 56). Duncker & Humblot, Berlin 1975, ISBN 3-428-03441-4, S. 16. (Zugleich: Speyer, Hochsch. f. Verwaltungswiss., Diss., 1974).
15. ↑  WILNSDORF Aktuell – Bürgerinformationen aus der Gemeinde, Ausgabe 1992/93, ZDB-ID 1197877-6.
16. ↑  Rolf Betz: Wilnsdorf (Memento des Originals vom 22. Oktober 2013 im Internet Archive)  Info: Der Archivlink wurde automatisch eingesetzt und noch nicht geprüft. Bitte prüfe Original- und Archivlink gemäß Anleitung und entferne dann diesen Hinweis. (PDF; 7,0 MB), ca. 1995
17. ↑  wilnsdorf.de: Jahresbericht 2011 (Memento des Originals vom 17. Oktober 2013 im Internet Archive)  Info: Der Archivlink wurde automatisch eingesetzt und noch nicht geprüft. Bitte prüfe Original- und Archivlink gemäß Anleitung und entferne dann diesen Hinweis. (PDF; 2,8 MB), Seite 6
18. ↑  Zurückgeblättert... In: Siegener Zeitung. 5. März 2011.
19. ↑  Dieter Krumm: Wilnsdorf in alten Ansichten aus der Zeit zwischen 1880 und 1925. Zaltbommel, Verlag Europäische Bibliothek 1976.